# NGC 4637
NGC 4637 في الفهرس العام الجديد، هي مجرة، تقع في كوكبة العذراء. اكتشفت في 1 مارس 1854 بواسطة ويليام بارسونز.

## روابط خارجية
- NGC 4637 على موقع ويكي سكاي: DSS2, SDSS, GALEX, IRAS, Hydrogen α, X-Ray, Astrophoto, Sky Map, Articles and images